# Miszewsko
Miszewsko (bułg. Мишевско) – wieś w Bułgarii, w obwodzie Kyrdżali, w gminie Dżebeł. Według danych szacunkowych Ujednoliconego Systemu Ewidencji Ludności oraz Usług Administracyjnych dla Ludności, 15 czerwca 2020 roku miejscowość liczyła 362 mieszkańców. Do miejscowości przyłączono powierzchnię dawnej wsi Modren.